# James David Forbes

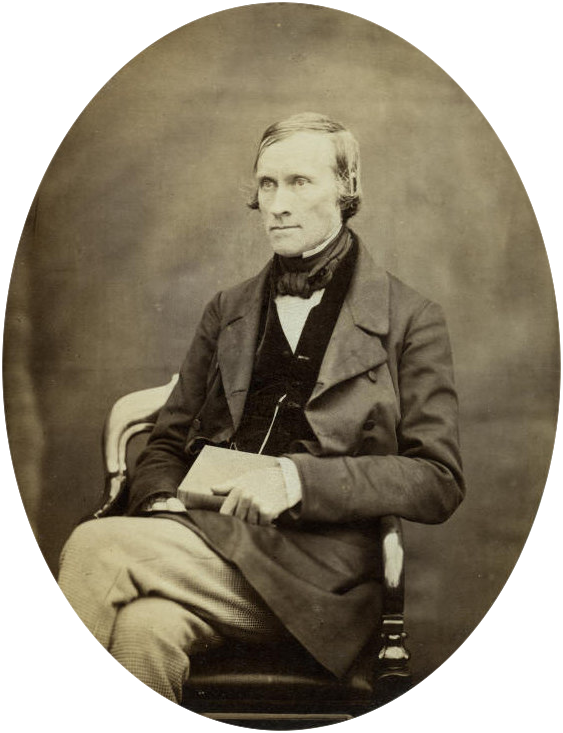
James David Forbes

James David Forbes (* 20. April 1809 in Colinton bei Edinburgh; † 31. Dezember 1868) war ein schottischer Physiker.

## Leben
James David Forbes wurde als vierter Sohn von Sir William Forbes, 7. Baronet (1773–1828) geboren. Er studierte an der Universität Edinburgh, an der er ab 1833 Professor war. Er forschte vor allem auf den Gebieten der Wärmeleitung, der Seismologie und der Glaziologie.
Im Alter von 19 Jahren wurde er ein Mitglied der Royal Society of Edinburgh; 1832 wurde er zum Mitglied („Fellow“) der Royal Society of London gewählt.
Die Royal Society zeichnete ihn 1838 mit der Rumford Medal und 1843 mit der Royal Medal aus. 1842 wurde er korrespondierendes Mitglied der Académie des sciences. Seit 1852 war er auswärtiges Mitglied der Bayerischen Akademie der Wissenschaften. 1867 wurde er als korrespondierendes Mitglied in die Preußische Akademie der Wissenschaften aufgenommen. Der Forbes-Gletscher und die Landspitze Forbes Point im Grahamland auf der Antarktischen Halbinsel tragen seinen Namen.
James David Forbes war der Großvater von Dame Katherine Jane Trefusis Forbes, der späteren Lady Katherine Jane Watson-Watt, DBE (1899–1971), die während des Zweiten Weltkriegs die erste Direktorin der Women’s Auxiliary Air Force (WAAF) wurde.

## Werke
- Travels through the Alps of Savoy and Other Parts of the Pennine Chain, with Observations on the Phenomena of Glaciers. Black, Edinburgh 1843. (Digitalisat)
- Karte des Eismeeres von Chamouni und der anliegenden Berge. Nach ausführlichen Untersuchungen im Jahre 1842. 1845. (Digitalisat)
- Norway and its Glaciers visited in 1851; Followed by Journals of Excursions in the High Alps of Dauphiné, Berne and Savoy. Black, Edinburgh 1853. (Digitalisat)
- A review of the progress of mathematical and physical science in more recent times, and particularly between the years 1775 and 1850, being one of the dissertations prefixed to the eight edition of the Encyclopaedia Britannica Encyclopaedia Britannica. Black, Edinburgh 1858. (Digitalisat)
- Occasional Papers on the Theory of Glaciers, now first collected and chronologically arranged, with a prefatory note on the recent progress and present aspect of the theory. Bläck, Edinburgh 1859. (Digitalisat)
- A Tour of Mont Blanc and Monte Rosa, being a personal narrative, abridged from the author's "Travels in the Alps of Savoy". Black, Edinburgh 1855 (Digitalisat)